# Tomáš Chalupa
Tomáš Chalupa (* 3. července 1974 Praha) je český podnikatel, bývalý novinář a politik. Jako člen ODS byl od ledna 2011 do července 2013 ministrem životního prostředí Nečasovy vlády. V období 2002–2011 působil jako starosta městské části Praha 6. Od května 2010 do srpna 2013 byl za ODS poslancem Poslanecké sněmovny Parlamentu České republiky. Dne 4. listopadu 2012 byl na 23. kongresu ODS zvolen místopředsedou strany. Funkci vykonával do dalšího kongresu, který se konal 18. ledna 2014.

## Život
V letech 1993 až 1995 studoval Fakultu sociálních věd UK, katedru žurnalistiky a masové komunikace, od roku 1993 do 1996 také Filozofickou fakultu UK, obor politologie-historie. Podle databáze studentů UK řádně ukončil Právnickou fakultu UK, obor právo a právní věda, kterou navštěvoval v letech 1994 – 2001.
Už během studia se v roce 1993 stal redaktorem deníku Denní Telegraf, později byl vedoucím redakce zpravodajství (1993–1996). V letech 1996 až 1997 byl zástupcem šéfredaktora. V letech 1997–1998 byl tiskovým mluvčím a vedoucím tiskového oddělení Úřadu vlády ČR.
V roce 1998 pracoval v tiskovém odboru Hlavní kanceláře Občanské demokratické strany, jejímž členem se stal už roku 1992. Od roku 1998 byl místostarostou pro oblast financí, investic a bezpečnosti Městské části Praha 6, v roce 2002 se stal starostou a také předsedou Oblastního sdružení ODS Praha 6. Poté zastával postupně řadu funkcí ve stranických orgánech ODS. Od roku 2006 je členem Výkonné rady ODS.
V letech 2006–2010 byl členem Zastupitelstva hlavního města Prahy, předsedou zahraničního výboru a členem finančního výboru.
Do Poslanecké sněmovny v parlamentních volbách na jaře 2010 se Chalupa dostal díky preferenčním hlasům z devátého místa pražské kandidátky ODS. V počtu preferenčních hlasů skončil na 3. místě pražské kandidátky Občanských demokratů. V podzimních komunálních volbách obdržela jeho mateřská ODS v Praze 6 celkem 41 % preferenčních hlasů, což byl nejlepší volební výsledek Občanských demokratů v celé Praze. Sám Chalupa poté bez problémů obhájil post starosty této městské části. V poslanecké sněmovně byl členem Zahraničního výboru a Výboru pro evropské záležitosti Poslanecké sněmovny Parlamentu České republiky a vedoucím Stálé delegace do Meziparlamentní unie PS PČR. V souvislosti se svým jmenováním do funkce ministra životního prostředí na všechny své funkce v Poslanecké sněmovně rezignoval a ponechal si pouze zákonodárný mandát.[zdroj?] Dnem jmenování také rezignoval na post starosty Prahy 6, v jejímž čele stál přes osm let.[zdroj?]
Počátkem roku 2011 se stal ministrem životního prostředí a nahradil Pavla Drobila, který v prosinci 2010 rezignoval v důsledku skandálu na Státním fondu životního prostředí.
V listopadu 2012 se Tomáš Chalupa stal místopředsedou ODS. V tajné volbě získal Chalupa na stranickém kongresu třetí nejlepší výsledek, volilo ho 343 delegátů.

## Starosta MČ Praha 6
Jako starosta Prahy 6 v letech 2002–2011 je spojován s několika podezřelými kauzami.

### Aféra Key Investments
V květnu 2011 Chalupu k rezignaci z postu ministra životního prostředí vyzvala koaliční TOP 09 vzhledem k tomu, že ještě jako starosta Prahy 6 svěřil stovky milionů pochybné firmě Key Investments, která obchodovala s cennými papíry, ale přišla o licenci České národní banky. Praze 6 tak patrně zůstanou neprodejné „cenné“ papíry. Firma Auditing Dykast je auditorem společnosti Key Investments i firmy E Side Property, jejíž dluhopisy Key Investments pro městské části koupila. Majitel firmy Auditing Dykast je strýcem Vladislava Dykasta, šéfa kabinetu ministra Chalupy. Pro Chalupův odchod z funkce vzhledem k účasti v aféře se vyslovila i část českých vrcholných manažerů
Proti těmto nařčením se však Chalupa ohradil: „Nejsem připraven nést odpovědnost, pokud se prokáže, že se Praha 6 stala obětí podvodu. Jsem hluboce přesvědčen, že všechny procesy v souvislosti se správou aktiv probíhaly na straně Prahy 6 v souladu se zákony.“.
29. června 2012 podala společnost Key Investments u Městského soudu v Praze návrh na vlastní insolvenci. Majetek firmy je údajně prakticky nulový a majitel firmy Daniel Brzkovský uzavřel i kancelář na Václavském náměstí. Městská část proto patrně o své peníze přijde. Konkurz na firmu byl vyhlášen 23. října 2012, radnice Prahy 6 se však přihlásila pouze o 8,66 milionu z původní dlužné částky 240 milionů. Městská část tak přijde o více než 200 milionů korun.

### Aféra pronájmu Polikliniky Pod Marjánkou
V listopadu 2010 Tomáš Chalupa jako starosta Prahy 6 podepsal smlouvu pronajímající obecní Polikliniku na dobu 30 let společnosti Comitia Medical, a.s. za nájemné pouhých 500.000Kč za rok (tj. 7 Kč za metr čtvereční měsíčně). MČ Praha 6 přitom před podepsáním smlouvy inkasovala od několika podnájemníků (především ordinací lékařů) 3.728.000 Kč ročně. Společnost Comitia Medial, a.s. zvýšením ceny nájemného inkasovala od podnájemníků 6.161.000 Kč za rok 2013.
V horizontu 30 let tak podpis smlouvy z r. 2010 způsobil Praze 6 škodu ve výši 90 až 200 milionů. Tento odhad počítá s náklady společnosti Comitia Medical, a.s. na rekonstrukci budovy ve výši 90 mil. Kč, náklady Prahy 6 na pojištění budovy ve výši 5 mil. Kč. Nezohledňuje případné úroky z úvěru na rekonstrukci nemovitosti, ani zvýšení nájemného v dalších letech v souvislosti s inflací a situaci na trhu nemovitostí.

### Zařizování bytu
Internetový server ihned.cz dává do souvislosti zakázky firmy Čermák a Hrachovec pro Prahu 6 z doby, kdy byl Chalupa starostou, do souvislosti s vybavením bytu, které mu firma hradila.

### Aféra Nagyová
Útvar pro odhalování organizovaného zločinu provedl 13. června 2013 zásah v bytě Jany Nagyové, později provdané Nečasové. Příslušníci útvaru tam mimo jiné zajistili více než čtyřicet luxusních drahých pozorností od významných politiků, byznysmenů či státních úředníků. Dohromady v hodnotě kolem 10 milionů korun! Některé cenné dary pocházely také od Tomáše Chalupy, tehdejšího ministra.

## Ministr
Podle kritiků Tomáš Chalupa zbavil ministerstvo řady dlouhodobě zaměstnaných odborníků, které nahradil svými spolustraníky, příliš ochotně seškrtává jeho rozpočet až do té míry, která ochromuje jeho činnost, a ministerstvo pod jeho vedením se spíš, než o plnění dlouhodobých cílů typu udržitelný rozvoj nebo ochrana biodiverzity, snaží nekonfliktně spolupracovat s ostatními ministerstvy, s podnikateli a se starosty.

### Nebezpečné kaly z chemičky Ostramo
Chalupa se navzájem s představiteli Ústeckého kraje obviňuje ze zodpovědnosti za to, že na více než 100 tisíc tun nebezpečných kalů z chemičky Ostramo je převáženy ke skladování přes celou republiku na Mostecko a má být následně spalováno v čížkovické cementárně., Za svou roli v této kauze byl organizací Greenpeace nominován na cenu Ropák roku, ale v anketě skončili na 2. místě za ředitelem NP Šumava Janem Stráským.
Nominaci okomentoval Tomáš Chalupa jako „signál, že je třeba s veřejností intenzivně komunikovat a problematické oblasti detailně vysvětlovat, což od svého nástupu do funkce činím a chci v tom dále pokračovat“.[zdroj?] Podle něj zakázka neproběhla zcela bez problémů a vzhledem k jedinečnosti a náročnosti úkolu se „ale nic jiného očekávat nedalo“.[zdroj?]

### Neprůhledné udělování grantů
V červnu 2012 portál Aktuálně.cz informoval, že ministerstvo životního prostředí z fondů švýcarsko-české spolupráce udělilo milionové granty třem sdružením vzniklým pouhých několik dní před uzávěrkou pro podávání žádostí o dotace. O těchto organizacích navíc ani po více než půl roce nejsou dostupné téměř žádné veřejné informace. Žádný záznam o nich nebyl k dispozici ani na portálech neziskovky.cz či na justici.cz. Na údajné adrese jednoho ze sdružení reportér našel jen soukromé lékařské ordinace.
V červenci 2012 sdružení Děti Země na základě podaných žádostí o informace zjistilo, že Chalupa podpořil z prostředků svého ministerstva tři méně kvalitní projekty a ignoroval odborné doporučení výběrové komise. Nebyly podpořeny projekty České společnosti ornitologické, sdružení Arnika a sdružení KONÍČEK, ačkoli je jednoznačně doporučila odborná výběrová komise. Místo toho dotaci více než 663 tisíc korun obdržely občanské sdružení Novohradská občanská společnost, Ekologické centrum Žatec a Společnost Vincenze Priessnitze, které obdržely horší bodové ohodnocení. Chalupův úřad navíc tají informace o projektu sdružení Mladí konzervativci.
Podle oficiálních informací ministerstva životního prostředí však úřad během posledních dvou let, kdy je šéfem tohoto resortu právě Tomáš Chalupa, razantně snížil dotace nevládním neziskovým organizacím, mezi něž patří právě například Děti Země, nebo Hnutí Duha, na jejichž webových zpravodajích či členských blozích uvedené informace vyšly.[zdroj?]
| Rok  | Částka (milionů Kč) |
| ---- | ------------------- |
| 2008 | 206 124,41          |
| 2009 | 152 791,76          |
| 2010 | 215 118,14          |
| 2011 | 322 059,93          |
| 2012 | 41 717,00           |
| 2013 | 15 079,10           |

Pozn. 2008–2011 skutečné výdaje, 2012+2013 výhled. Rozpočet na daný fiskální rok se schvaluje vždy v předchozím roce.
Namísto dotací pro nestátní neziskové organizace se rozhodlo ministerstvo pod Chalupovým vedením finance směřovat na pomoc obcím a občanům.[zdroj?] Během roku 2011 tak například odjelo celkem 2700 dětí z regionů s nejvíce znečištěným ovzduším, na školy v přírodě a další ozdravné pobyty.[zdroj?] Tyto aktivity byly financovány právě z prostředků, které v minulosti pobíraly nestátní neziskové organizace.[zdroj?]

### Ropák roku
V dubnu 2013 získal anticenu Ropák roku.

## Podnikání
V roce 2014 ukončil své politické aktivity a založil firmu Strategy One, která podle jeho slov hodlá poskytovat služby v oblasti energetické politiky a úspor energie nebo politik životního prostředí Česka a Evropské unie.
Společnost založil napůl s advokátem Jiřím Linkem, svým bývalým ministerským poradcem, v jehož advokátní kanceláři firma sídlí, jako konzultační firmu poskytující výhradně privátním klientům své služby v oblasti například energetické politiky, úspor energie, nových technologií nebo politik životního prostředí Česka i EU či podpory českých investic v zahraničí. Statutárním ředitelem Strategy One je Alois Novák, který dříve působil ve vedení firmy SNEO, která spravovala majetek městské části Praha 6 za Chalupova starostování.
5. ledna 2015 rozeslala tato společnost všem obcím v České republice s počtem nad 2000 obyvatel žádost o informaci podle zákona o svobodném přístupu k informacím, kterou tvořil dotazník zahrnující otázky na rozsah světelného osvětlení (počet světelných bodů, procentuální pokrytí zastavěného území a počet chybějících světelných bodů), průměrné stáří sloupů i svítidel, počty a druhy světelných zdrojů, doba uplynulá od poslední generální opravy, použití inteligentních regulačních systémů, investiční plány pro nejbližších 5 let, podíl pasportizace veřejného osvětlení, instalovaný příkon, roční spotřebu a roční náklady na energii, roční dobu provozu v hodinách, způsob zajištění správy VO a náklady na správu, totéž pro údržbu, a výše ročních investic do VO. Na základě zákonné povinnosti mnoho požádaných obcí poskytnutou informaci zároveň zveřejnilo na internetu, čímž došlo k nebývalému celoplošnému a systematickému zveřejnění informací o veřejném osvětlení v Česku.

## Osobní postoje
Je znám díky svému projevu na kongresu ODS v listopadu 2006, který později vyvolal negativní odezvu zejména v některých levicových novinářských kruzích a kvůli kterému byl jimi zařazen mezi vyznavače sociálního darwinismu.
Zaujímá kladný postoj k výstavbě Kaplického Národní knihovny.
Je mu přičítán hlavní podíl na tom, že město Praha v roce 2005 rozhodlo prodloužit trať A pražského metra ve variantě obloukem přes Motol na Ruzyni, která je odpůrci hanlivě označována jako chalupoida.
V dubnu 2011 během své návštěvy Ostravy pronesl projev, ve kterém pro zlepšení prašnosti doporučil čistění cest.